# Gnomulus hirsutus
Espèce
Gnomulus hirsutus est une espèce d'opilions laniatores de la famille des Sandokanidae.

## Distribution
Cette espèce est endémique de Malaisie. Elle se rencontre au Selangor et au Pahang.

## Description
Le mâle holotype mesure 4,02 mm et la femelle paratype 4,07 mm, les mâles mesurent de 3,81 à 4,02 mm et les femelles de 4,02 à 4,14 mm.

## Systématique et taxinomie
Cette espèce a été décrite par Martens et Schwendinger en 1998.

## Publication originale
- Martens & Schwendinger, 1998 : « A taxonomic revision of the family Oncopodidae I. New genera and new species of Gnomulus Thorell (Opiliones, Laniatores). » Revue Suisse de Zoologie, vol. 105, no 3, p. 499–555 (texte intégral).